# Sfakià
Sfakià (grec Σφακιά [sfa'kça]) és un municipi de Creta i una les províncies històriques de Grècia, en una zona muntanyosa a la part sud-oest de l'illa, a la prefectura de Khanià. Aquest territori és considerat un dels pocs llocs de Grècia que mai no han estat ocupats del tot per potències estrangeres.
Les coordenades nàutiques de la població principal, Khora Sfakion (Chora Sfakion) (literalment el poble de Sfakià), a la costa del Mar de Líbia són aproximadament 35° 12′ N i 24° 08′ E.
La carretera des de Khanià travessa la vila de Vrisses, la fèrtil plana d'Askifu, i s'enfila a les Lefka Ori (Muntanyes Blanques), la baixada cap al Mar de Líbia és particularment espectacular, i passa arran de la Gorja d'Imbros, amb impressionants vistes
abans d'arribar a Khora Sfakion.
Hi ha moltes platges a Sfakià que no veuen el nombre de turistes de la costa nord.
Alguns dels llogarets de la costa no tenen carreteres i només s'hi pot arribar en vaixell, com Lutró o Hàgia Rumeli.
La ruta de senderisme europea E4 creua les muntanyes de Sfakià.
La regió de Sfakià és travessada per nombrosos barrancs, entre ells la famosa Gorja de Samarià, que van de nord a sud cap al Mar de Líbia. Altres gorges més petites però també impressionants són Aradena, Imbros, Asfendos, i Kallikratiano.
La regió encara està habitada per animals extints en altres parts de Grècia, com el voltor comú, el trencalòs, i la cabra salvatge de Creta o kri-kri.
L'especialitat gastronòmica local són les sfakianopites, una espècie de crep farcida de formatge de cabra i servida amb mel.
Alguns assentaments antics a la província:
- Tarrha
- Phoinix, port d'Anopolis
- Anopolis
- Araden
- Pikilassos o Poikilasion